# 永濟河

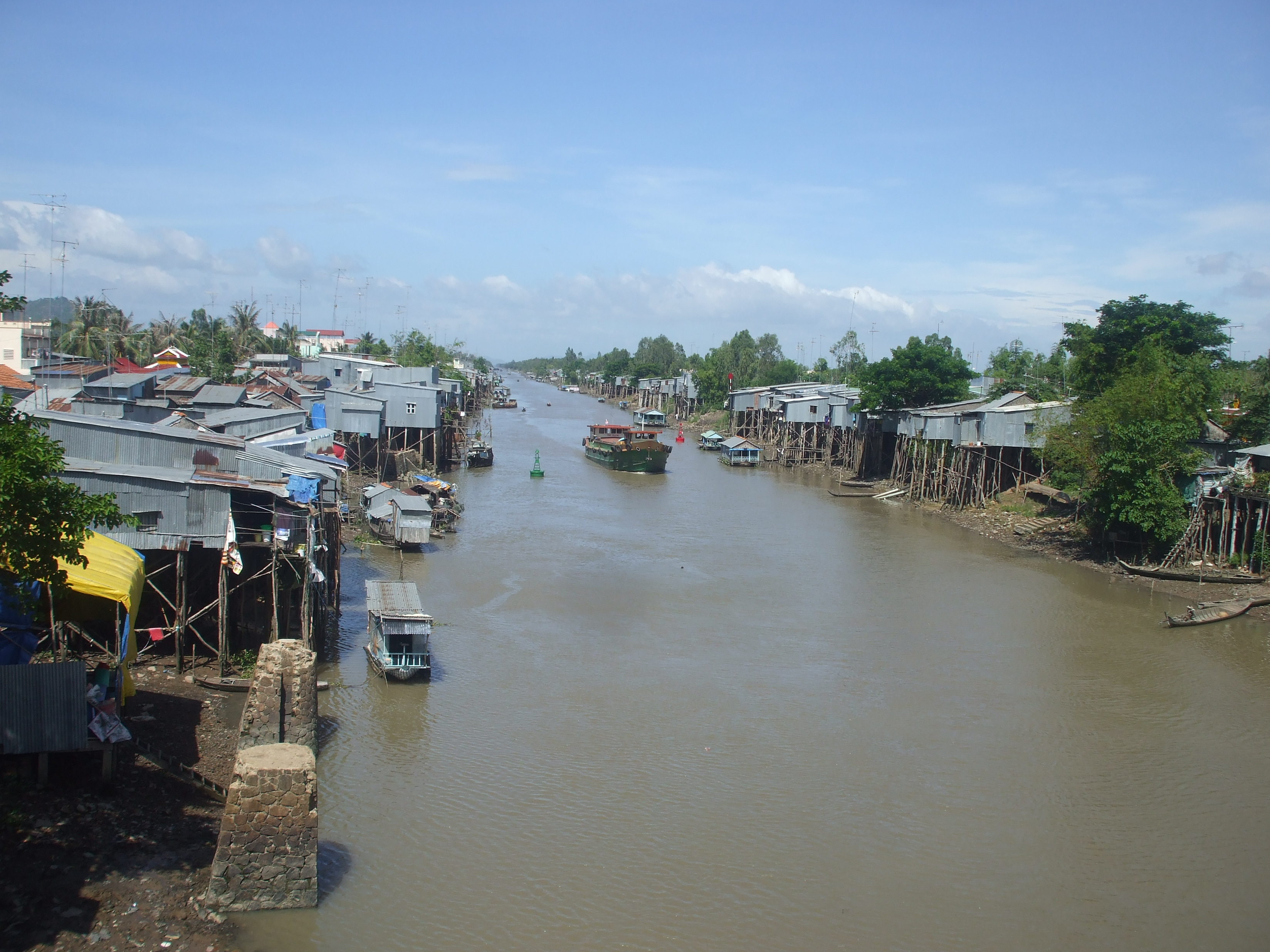
永濟河

10°34′12″N 104°55′34″E / 10.570°N 104.926°E
永濟河（越南语：／）是越南南部一條87公里長的運河，規劃於朱篤，直通暹羅灣的河仙海門。柬埔寨人將永濟河、瑞河等運河統稱為阮運河（高棉語發音：[prɛːkɑː yuən]）；「阮」（យួន）是高棉人對越南人的稱呼，帶有貶義。
在修建了名叫「瑞河」的運河後，1819年，阮朝的嘉隆帝提出修建運河的計劃，大臣阮文仁認為高棉人已經疲憊不堪，擔心引發反抗，嘉隆帝遂擱置這一計劃。後來柬埔寨國王安贊二世向阮朝表示支持修建運河，嘉隆帝認為雖然工程艱難，但「其於國計邊籌，誠為要著」，遂下了修建運河的決心。
這項工程始於1819年年底，動用了三萬九千多本地越南人及一萬六千多高棉工人。在嘉隆帝死後，其繼任者明命帝繼續這項工程。工人遭到沉重剝削，被迫從事繁重勞動，尤其是高棉族工人，越南工人被派去做乾土工程，而高棉工人則在泥水中挖河道，成千上萬的工人在挖掘運河期間因疲勞及隨之而來的疾病而死亡。，此外柬埔寨民族主義者稱，違反命令的高棉工人脖子以下被埋在土裏，越南人用他們的頭作為煮茶的三腳架。因此，永濟河成為了越南人虐待高棉人的象徵，後來被用於紅色高棉的反越政治宣傳中。此工程於1824年完成，自此時開始，這條運河在越南南部的交通上扮演重要角色，並確定了越南與柬埔寨的邊界。